# Evan Parker

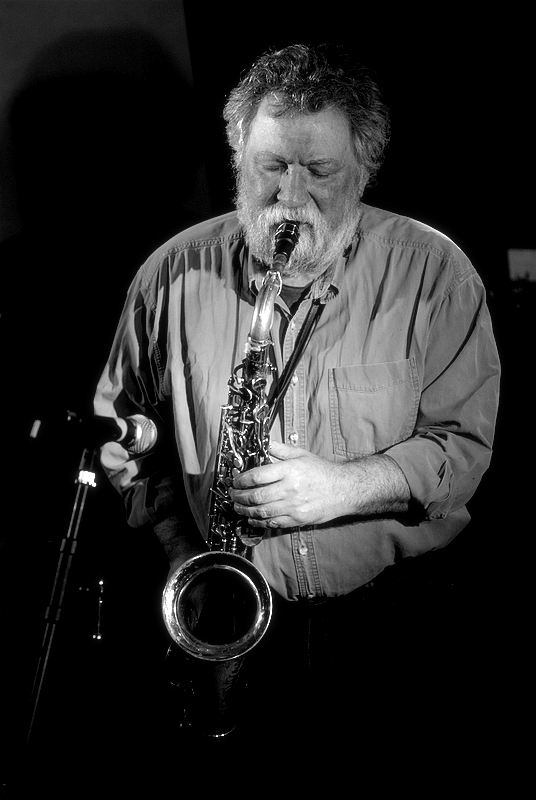
Evan Parker

Evan Parker Shaw (5 de abril de 1944, Brístol, Inglaterra) es un saxofonista británico de la escena del jazz europeo y la libre improvisación.
Ha grabado y tocado de manera prolífica al lado de muchos colaboradores. Es una figura fundamental en el desarrollo del free jazz europeo y la libre improvisación. Ha sido pionero o ha aumentado notablemente una serie de técnicas extendidas. El crítico Ron Wynn describe a Parker como uno de "los saxofonistas más innovadores e interesantes de Europa... su trabajo solo de saxo no es para los aprensivos".
Parker Evan es uno de los pocos saxofonistas que no es acompañado en su actuación en solitario siendo esta una parte importante de su obra.